# Kola Boof
Kola Boof là một tiểu thuyết gia người Mỹ gốc Sudan.

## Công trình
- Phần gợi cảm của Kinh thánh (2011), ISBN 1-936070-96-0
- Nhật ký của một cô gái lạc lối (2006), ISBN 0-971201-98-6
- Xác thịt và Quỷ dữ (2004), ISBN 0-971201-97-8